# ج بي إل
جي بي إل بالإنجليزية JBL، هي شركة أمريكية تصنع أجهزة الصوت، ومنها مكبرات الصوت، وسماعات الرأس. تخدم شركة جي بي إل السوق للمستهلك. تقدم شركة جي بي إل الخدمات المهنية للاستوديو، والصوت المثبت، والصوت المحمول، والسيارات، والإنتاج، وأسواق السينما، وغيرها. شركة جي بي إل تملكها شركة هارمان للصناعات الدولية، وهي شركة  تابعة لشركة سامسونغ للالكترونيات.
JBL أسست على  يد جيمس بولو لانسينغ وهي اختصار لاسمه، وهو مهندس صوت أمريكي ومصمم مكبرات صوت اشتهر بتأسيس شركتين صوتيتين، وهما ألتيك لانسينغ وجي بي إل، وأخذت الأخيرة الأحرف الأولى من اسمه.

## التاريخ
أسس لانسينغ وشريكه في العمل كين ديكر الشركة في عام 1927، في لوس أنجلوس، لتصنيع مشغلات لمكبرات الصوت لوحدات التحكم اللاسلكية وأجهزة الراديو بحجم ستة وثمانية بوصات.
بناءً على التجربة التي طوِرت مع شيرر هورن، أنتجت لانسينغ نظام مكبر الصوت الأيقوني لدور السينما. كان النظام الأيقوني لمكبر الصوت ثنائي الاتجاه يستخدم مكبر صوت مقاس 15 بوصة للترددات المنخفضة، ومحرك ضغط للمرتفعة.
في عام 1941، اشترت شركة التيغ سيرفس شركة لانسينغ. بعد ذلك بدِّل الاسم إلى التيغ لانسينغ. بعد انتهاء عقد لانسينغ في عام 1946، غادر  التيغ لانسينغ، وأسس لانسينغ ساوند، وبدِّل الاسم لاحقًا إلى جيمس بي لانسينغ ساوند، واختصر إل جي بي إل ساوند.
في عام 1946، أنتجت شركة جي بي إل منتجاتها الأولى، مكبر الصوت طراز D101 مقاس 15 بوصة وطراز D175 عالي التردد.
كان مفتاح التطور المبكر لشركة جي بي إل هو علاقة لانسينغ التجارية الوثيقة مع موردها الأساسي لمواد النيكو (V) المغناطيسية، روبرت أرنولد من شركة أرنولد للهندسة رأى في شركة جي بي إل فرصة لبيع مواد النيكو (V) المغناطيسية في سوق جديدة.
انتحر لانسينغ في 4 سبتمبر 1949، ربما نتيجة تدهور ظروف العمل والقضايا الشخصية. ثم انتقلت الشركة إلى يد بيل توماس، نائب رئيس شركة جي بي إل، يعود الفضل إلى توماس في تنشيط الشركة وقيادة فترة من النمو القوي على مدى عقدين بعد التأسيس.
في عام 1955، جرى تقديم الاسم التجاري جي بي ال لحل النزاعات المستمرة مع شركة التيغ لانسينغ. وغيِّر اسم الشعار إلى جي بي إل بعلامة التعجب المميزة الخاصة به.
انتقلت شركة جي بي إل إلى السوق بنحو أكبر مع خط مكبرات الصوت للمستهلكين. في الوقت نفسه، دخلت إلى السوق الراقية من خلال مكبرات الصوت الخاصة بالمشروع، التي تتكون من خطي أيفرست وك٢ . أصبحت جي بي إل موردًا بارزًا لصناعة الصوت، إذ تستخدم مكبرات الصوت الخاصة بهم في أعمال موسيقى الروك والمهرجانات الموسيقية. كانت منتجات جي بي إل هي الأساس لتطوير معيار مكبرات الصوت THX، ما أدى إلى أن تصبح جي بي إل شركة تصنيع مكبرات الصوت السينمائية الشهيرة. استُخدم نظام الصوت الخاص بشركة جي بي إل في سيارات فورد بوصفها منافسة لكرايسلر (التي استخدمت سياراتها نظام إنفينيتي)، ونيسان( التي استخدمت نظام بوز).

## الجدول الزمني
1902، ولادة جيمس ب.لانسينغ في إلينوي، الولايات المتحدة.
1927، تأسيس شركة Lansing Manufacturing Company في لوس أنجلوس.
1934، دوغلاس شيرر من MGM يصمم أول مكبر صوت للسينما.  Lansing يبني مكونات النظام.
1941، استحوذت شركة Altec Service Company على شركة Lansing Manufacturing Company.
1944، أعاد لانسينغ وهيليارد تعريف المتحدث المسرحي المرجعي بنموذج A-4 ، الذي أعيدت تسميته بصوت المسرح.
1946 – ترك لانسينغ شركة Altec وأسس شركة جديدة، اسمها James B. Lansing Sound Inc.
1947، مكبر صوت JBL يحتوي على مقاس 15 بوصة (38 سم)، طراز D-130، يستخدم لأول مرة ملف صوتي مقاس 4 بوصات (100 مم) في مخروط مكبر الصوت.
1949، جيمس. ب لانسنغ يموت انتحارًا. أصبح ويليام توماس رئيسًا للشركة.
1954، محرك الضغط 375 هو أول محرك مقاس 4 بوصات يباع؛ يمتد استجابته إلى 9 كيلو هرتز.
1954، عرض تقديمي للعدسات الصوتية التي طورها بارت ن. لوكانثي.
1955، قام Leo Fender بدمج طراز D-130 في مكبرات الصوت الخاصة به، وبالتالي بدء دخول JBL في الموسيقى الاحترافية.
1958، إدخال نظام مكبرات الصوت الاستريو JBL Paragon.
1962، ابتكرت شركة JBL أول شاشة ستديو ثنائية الاتجاه باستخدام عدسة محرك عالية التردد.
1968، أطلقت JBL السماعة ثلاثية الاتجاهات 4310.
1969، استحوذت سيدني هارمان على شركة JBL.
1969، أطلِق L-100، إصدار والمستهلك من 4311؛ سوف تبيع أكثر من 125000 زوج في السبعينيات.
1969، توفر مكونات JBL الصوت في Woodstock، والعديد من مهرجانات موسيقى الروك الأخرى.
1973، أطلق 4300 Series ، متضمنةً أول مكبر صوت رباعي الاتجاهات.
1975-4682, Model Line Array Strongbox.
1979، تكنولوجيا الماس المحيط للتحكم في الرنين عالي التردد.
1979، تطوير هندسة المجال المتماثل (SFG).
1980، تقنية التشتت الثابت ثنائية الشعاع Pavilion Bi-Radial.
1981، أول شاشة ثنائية الشعاع، 4400 لاستوديو التسجيل.
1982، التيتانيوم، ويستخدم بوصفه مواد لمحركات الضغط.
1984، استحوذت شركة JBL على شركة UREI.
1986، طرح النماذج الأولى من سلسلة Control.
1990، تقنية Vented Gap Cooling (تقلل درجة حرارة محول الترددات المنخفضة).
1991، أول مكبر صوت مؤيد يعتمد على النيوديميوم مع سلسلة Array.
1995، ولادة نظام EON.
1995، أول مكبر صوت من النيوديميوم التفاضلي.
1996، إنشاء معيار HLA مع تصميم Line Array Space Frame.
1999، استُخدم JBL في Woodstock 1999.
2000 ، إنشاء نظام VerTec Line Array.
2000، ولادة EVO، مكبر الصوت الذكي الذي يتحكم فيه DSP.
2002، استخدم VerTec في Super Bowl وجوائز Grammy وحفل كأس العالم 2002 FIFA (سول، كوريا).